# Karl Baumgartner (Produzent)
Karl Baumgartner (* 3. Januar 1949 in Bruneck, Südtirol, Italien; † 18. März 2014 in Frankfurt am Main) war ein Filmproduzent und Mitbegründer der Produktions- und Verleihfirma Pandora Film. Baumgartner zählte zu den bedeutendsten Produzenten und Filmverleihern Deutschlands.

## Leben
Baumgartner wuchs in Bruneck auf, wo er seine Pflichtschulausbildung absolvierte und mit Ivo Barnabò Micheli erste Hobbyfilme realisierte. 1967, im Alter von 18 Jahren, stieg er in Rom als Regieassistent und Kritiker ins Filmgeschäft ein. 1971 übersiedelte Baumgartner nach Frankfurt, wo er sich Filmemachern rund um das Kollektiv Harmonie anschloss, das in den Folgejahren zu einem der bedeutendsten Erzeuger und Vermittler im Bereich des Arthouse-Films avancierte.
1981 gründete Baumgartner gemeinsam mit Reinhard Brundig die Filmverleihfirma Pandora Film, einen der führenden europäischen Vermittler von Arthouse-Filmen. Pandora Film gilt als Entdeckerin von nicht-deutschsprachigen Filmemachern wie Andrei Tarkowski, Jim Jarmusch, Sally Potter, Kim Ki Duk und Aki Kaurismäki. Im Rahmen von Pandora Film betätigte sich Baumgartner auch als Filmproduzent. Emir Kusturicas Film „Underground“ aus dem Jahr 1995 zählt in diesem Zusammenhang zu den bedeutendsten Produktionen.
2003 gründete Karl Baumgartner gemeinsam mit Thanassis Karathanos die in Halle ansässige Produktionsfirma Pallas Film, die sich auf die Herstellung osteuropäischer Filme spezialisierte. 2006 gründete er gemeinsam mit Brundig und Michael Weber den Rechtehändler und Weltvertrieb The Match Factory. Baumgartner war Mitglied der Deutschen Filmakademie, der Europäischen Filmakademie und der Asian Film Academy.

## Baumi Script Development Award
In Erinnerung an Karl Baumgartner wurde im Juli 2015 erstmals der Baumi Script Development Award ausgeschrieben. Der mit 20.000 Euro dotierte Preis soll Baumgartners Einsatz für das Art-House-Kino weiterführen und in dieser Hinsicht jungen Drehbuchautoren die Realisierung ihrer Filme ermöglichen. Die Trägerinstitutionen des Preises sind Baumgartners Familie, die Firma Pandora Film und die Film- und Medienstiftung NRW.

## Filmografie (Auswahl)
- 1998: Schwarze Katze, weißer Kater (Crna mačka, beli mačor)
- 1999: Luna Papa
- 2000: Anna Wunder
- 2001: Samsara – Geist und Leidenschaft (Samsara)
- 2003: Frühling, Sommer, Herbst, Winter… und Frühling (Bom, Yeorum, Gaeul, Gyeowool… Geurigo Bom)
- 2003: Leben einmal anders
- 2003: Mein Name ist Bach
- 2004: Stratosphere Girl
- 2004: Leben in mir
- 2006: Valley of Flowers
- 2007: Irina Palm
- 2007: O’ Horten
- 2008: Morgentau (Teza)
- 2008: Die Welt ist groß und Rettung lauert überall
- 2008: Der Dorflehrer
- 2008: Tulpan
- 2008: 33 Szenen aus dem Leben (33 sceny z życia)
- 2010: Vertraute Fremde (Quartier lointain)
- 2011: Alois Nebel
- 2012: Invasion
- 2012: Waiting for the Sea
- 2014: Land der Wunder
- 2014: Die Wolken von Sils Maria
- 2014: The Cut

## Auszeichnungen (Auswahl)
- 1992: Filmband in Gold (Ehrenpreis)
- 2003: Preis der Kunst und Kulturstiftung der Sparkasse Bremen (für Verdienste um den Europäischen Film)
- 2004: Raimondo Rezzonico Preis im Rahmen des Internationalen Filmfestivals von Locarno
- 2012: The Hollywood Reporter Award des Festivals Cologne Conference
- 2014: Berlinale Kamera der 64. Internationalen Filmfestspiele Berlin